# Кристијан Рамос
Кристијан Рамос (шп. Christian Guillermo Martín Ramos Garagay; 4. новембар 1988) перуански је фудбалер и репрезентативац.

## Каријера
Рамос долази из перуанског главног града Лиме. Са 13 година је играо у јуниорима Спортинг Кристала. Дебитовао је у перуанској првој лиги 2007, а први гол у највишем рангу такмичења је постигао годину дана касније - 1. марта 2008. године на утакмици са Хосе Галвесом. После две године у Спортингу, преселио се у Универсидад Сан Мартин, где је брзо заузео место у стартној постави, а 2009. године учествовао је на Копа Либертадоресу, испадајући у осмини финала.
У пролеће 2011. Рамос је прешао у трећи тим из главног града - Алијансу Лима, у којем је провео још годину дана, освајајући друго место у лигии. Године 2012, вратио се у Универсидад Сан Мартин. 
Од 2018. године игра за мексички Веракруз.

## Репрезентација
За перуанску репрезентацију је дебитовао 2015. године. Учествовао је на Копа Америци 2011. и 2015. године, на оба првенства Перу је освојио треће место. Рамос је дао гол Новом Зеланду у доигравању за одлазак на Светско првенство 2018, Перуанци су добили утакмицу са 2:0. Године 2018. био је део репрезентације која је наступала на Светском првенству у Русији. До јула 2018. имао је 69 наступа за Перу и постигао је 3 гола.

## Статистика каријере

### Репрезентативна
Статистика до 26. јуна 2018.
| Тим    | Год.   | Наступи | Голови |
| ------ | ------ | ------- | ------ |
| Перу   |        |         |        |
| 2009   | 2      | 0       |        |
| 2010   | 3      | 0       |        |
| 2011   | 8      | 0       |        |
| 2012   | 9      | 0       |        |
| 2013   | 6      | 0       |        |
| 2014   | 7      | 1       |        |
| 2015   | 5      | 0       |        |
| 2016   | 13     | 1       |        |
| 2017   | 8      | 1       |        |
| 2018   | 8      | 0       |        |
| Укупно | Укупно | 69      | 3      |

### Голови за репрезентацију
Голови Рамоса у дресу са државним грбом
| # | Датум              | Место    | Противник   | Гол | Резултат | Такмичење                                |
| - | ------------------ | -------- | ----------- | --- | -------- | ---------------------------------------- |
| 1 | 6. август 2014.    | Лима     | Панама      | 3:0 | 3:0      | Пријатељска                              |
| 2 | 10. новембар 2016. | Асунсион | Парагвај    | 1:1 | 1:4      | Квалификације за Светско првенство 2018. |
| 3 | 15. новембар 2017. | Лима     | Нови Зеланд | 2:0 | 2:0      | Интерконтиненталне квалификације 2018.   |

## Трофеји
Универсидад сан Мартин
- Прва лига Перуа: 2016/17.

Перу
- Копа Америка: треће место 2011. и 2015.